# Ambroise Boimbo
Ambroise Boimbo was een Congolese man die bekendheid verkreeg door op 29 juni 1960 in Leopoldstad de sabel van de Belgische koning Boudewijn te stelen op de vooravond van de Congolese onafhankelijkheid van België.
Boimbo die afkomstig was uit Monkoto in de Evenaarsprovincie had een achtergrond in het leger. Hij overleed in de jaren 1980 en werd begraven op de Kintambo-begraafplaats in Kinshasa. Het stelen van de sabel, dat door de Duitse fotograaf Robert Lebeck was vastgelegd, werd voor velen in Congo het symbool van de onafhankelijkheid.
In 2009 en 2010 ging een Belgische filmploeg op zoek naar de man die de sabel stal. Ze kwamen erachter dat het om Boimbo ging en achterhaalden zijn familie en begraafplaats. Hiervan maakten Dries Engels en Bart Van Peel de documentaire Boyamba Belgique die in 2010 uitgezonden werd op RTBF en Canvas. Het onderzoek werd verricht door professor Mathieu Zana Etambala van de Katholieke Universiteit Leuven. In zijn boek Congo. Een geschiedenis beschrijft David Van Reybrouck hoe Longin Ngwadi beweert verantwoordelijk te zijn voor de diefstal. Maar de auteur beschrijft dat dit onwaarschijnlijk is en dat de dader allang overleden is.